# Arvid Jönsson i Östmark
Arvid Jönsson (i riksdagen kallad Jönsson i Östmark), född 23 juli 1823 i Östmarks församling, Värmlands län, död där 7 mars 1892, var en svensk lantbrukare, hemmansägare och riksdagsman.
Jönsson var ledamot av riksdagens andra kammare 1867–1869, 1873–1875 samt 1879–1884, invald i Fryksdals domsagas övre tingslags valkrets i Värmlands län. Han tillhörde Lantmannapartiet 1867–1869.